# ما بعد الإسلاموية
ما بعد الإسلاموية هو مصطلح جديد في العلوم السياسية، أدى تعريفه وإمكانية تطبيقه إلى نقاش فكري. آصف بيات وأوليفر روي من بين المهندسين الرئيسيين للفكرة.
استخدم المصطلح من قبل بيات للإشارة إلى «اتجاه» نحو إعادة علمنة الإسلام بعد «استنفاد» الإسلام السياسي. بواسطة أوليفييه كاريه للإشارة إلى حقبة ما قبل التاريخ الإسلامي حيث تم فصل المجالات السياسية والعسكرية والدينية. قبل أوليفييه روي إلى الاعتراف بأنه بعد جهود متكررة فشل الإسلاميون في وضع «مخطط ملموس وقابل للتطبيق للمجتمع». ومصطفى أكيول للإشارة إلى رد فعل عنيف ضد الإسلاموية في دول مثل تركيا وإيران والسودان.

## المصطلحات والتعريف
صاغ هذا المصطلح عالم الاجتماع السياسي الإيراني آصف بيات، ثم أستاذ علم الاجتماع بالجامعة الأمريكية بالقاهرة في مقال نُشر عام 1996 في مجلة Middle East Critique.
وأوضح بيات ذلك على أنه «حالة استنفدت فيها جاذبية الإسلاموية وطاقتها ورموزها ومصادر شرعيتها، بعد مرحلة من التجريب، حتى بين مؤيديها المتحمسين في السابق. وعلى هذا النحو، فإن ما بعد الإسلاموية ليس معاديًا للإسلام، بل يعكس نزعة لإعادة علم الدين». كانت تتعلق في الأصل بإيران فقط، حيث «يتم التعبير عن ما بعد الإسلاموية في فكرة الاندماج بين الإسلام (كعقيدة شخصية) والحرية الفردية والاختيار؛ وما بعد الإسلاموية مرتبطة بقيم الديمقراطية وجوانب الحداثة». في هذا السياق، لا تحمل البادئة اللاحقة دلالة تاريخية، ولكنها تشير إلى الابتعاد النقدي عن الخطاب الإسلامي. أشار بيات لاحقًا في عام 2007 إلى أن ما بعد الإسلاموية هو «شرط» و «مشروع». 
استخدم السياسي الفرنسي أوليفييه كاريه المصطلح في عام 1991 من منظور مختلف، لوصف الفترة بين القرنين العاشر والتاسع عشر، عندما فصل الإسلام الشيعي والسني على حد سواء الجيش السياسي عن المجال الديني، من الناحية النظرية والعملية.
«إسلام ما بعد الحداثة» و «إسلام العصر الجديد» هما مصطلحان يستخدمان بالتبادل.
جادل أوليفييه روي في كتابه "الإسلام المعولم: البحث عن أمة جديدة" في عام 2004 أن "الإسلاميين حول العالم" لم يتمكنوا من "ترجمة أيديولوجيتهم إلى مخطط ملموس وقابل للتطبيق للمجتمع", مما دفع "الخطاب الإسلامي" إلى الدخول في "حقبة جديدة". مرحلة ما بعد الإسلاموية".
كتب مصطفى أكيول (من معهد كاتو للأبحاث التحررية) في عام 2020, ليس فقط «الميل إلى إعادة العلمانية» أو الاعتدال / التخفيف / التعب من الإسلاموية، ولكن رد فعل قوي من قبل العديد من المسلمين ضد الإسلام السياسي، بما في ذلك إضعاف الدين الإيمان، الشيء ذاته الذي كان يقصد الإسلاموية تقويته. نشأ رد الفعل العنيف خاصة في الأماكن التي كان الإسلاميون في السلطة (تركيا وإيران والسودان), وامتد إلى تدين أقل بين الشباب المسلم.

## حالات
في إيران، يوصف الإصلاحيون والمجموعة المعروفة باسم ملي مذهبي (المقربون أيديولوجيًا من حركة الحرية)  بأنهم ما بعد الإسلاميين. وقال كمال سلمان العنزي: "إن تأسيس الإسلاموية في إيران كانت على يد مهدي بازركان وانتمى إليها فيما بعد الإصلاحيون بوصفهم يميلون إلى ما بعد الإسلاموية".
بدا أن ظهور الأحزاب المعتدلة، حزب الوسط في مصر، وكذلك حزب العدالة والتنمية في المغرب يشبه ظهور ما بعد الإسلاموية، لكن العلماء رفضوا اعتبارهم كذلك. ينطبق توصيف مماثل على الحزب الإسلامي الماليزي (PAS).
تشير ورقة معهد لوي للسياسة الدولية لعام 2008 إلى أن حزب العدالة المزدهرة في إندونيسيا وحزب العدالة والتنمية في تركيا هما ما بعد الإسلاميين. وفقًا لأحمد ت. كورو وألفريد ستيبان (2012), يعتبر العديد من المحللين حزب العدالة والتنمية التركي مثالًا لما بعد الإسلاموية، على غرار الأحزاب الديمقراطية المسيحية، ولكنها إسلامية. ومع ذلك، فإن بعض العلماء مثل بسام طيبي يعارضون ذلك. يرى إحسان يلماز أن أيديولوجية الحزب بعد عام 2011 تختلف عن أيديولوجية ما بين عامي 2001 و 2011.
استُخدمت الفكرة لوصف «التطور الأيديولوجي» داخل حركة النهضة التونسية.
أزمة الإسلاموية
كتب مصطفى أكيول في عام 2020, أن رد الفعل العنيف ضد الإسلاموية بين الشباب المسلم جاء من كل «الأشياء الفظيعة» التي حدثت في العالم العربي مؤخرًا «باسم الإسلام» - مثل «الحروب الأهلية الطائفية في سوريا، العراق واليمن».
في تركيا، و «الإسلامي المعتدل» حزب العدالة والتنمية (حزب العدالة والتنمية) حكومة الرئيس رجب طيب أردوغان كان في السلطة منذ ما يقرب من عشرين عاما، وعملت بدأب لزراعة الجديد «جيل تقي». مع ذلك، حذر تقرير صادر عن فرع محلي من وزارة التعليم التركية مؤخرًا من «انتشار الربوبية بين الشباب» حتى في المدارس الدينية التي ترعاها الدولة. (لا يُدرج أكيول أردوغان أو حزبه حزب العدالة والتنمية في أي تشكيل ما بعد الإسلاميين.) يقتبس أكيول من محافظ ديني (تميل كرام الله أوغلو) الذي انفصل عن حكومة أردوغان وحذر من «إمبراطورية الخوف، ديكتاتورية في تركيا من قبل أولئك الذين يدعون تمثيل الدين», وهو ما «يدفع الناس بعيدًا عن الدين». يصف عالم الاجتماع موكاهيت بيليتشي أن تركيا خضعت «لعلمنة عضوية، مدنية بالكامل ولا تحدث بأمر من الدولة، ولكن على الرغم منها. إنه نتيجة لتنوير محلي أصلي، وازدهار لمشاعر ما بعد الإسلاميين».
في إيران، يقتبس أكيول من نيكولا بيلهام قوله إنه من بين جميع العلامات المرئية في العاصمة طهران، لم تقم الثورة الإسلامية الإيرانية عام 1979 بإعادة إسلام المجتمع الإيراني بقدر ما أسلمت عنه. القوانين الإسلامية لفرض الحجاب وتحريم الكحول يتم انتهاكها علانية.
في السودان، عقب ثورة 2019 التي أطاحت بالدكتاتور الإسلامي عمر البشير، «عثرت قوات الأمن على أكثر من 350 مليون دولار نقدًا» في مقر إقامته وحده. وبحسب عبد الوهاب الأفندي، فإن الإسلاموية جاءت «للدلالة على الفساد والنفاق والقسوة وسوء النية» في ذلك البلد. «ربما يكون السودان أول دولة معادية للإسلاميين من الناحية الشعبية».
وجدت استطلاعات الرأي التي أجراها الباروميتر العربي في ست دول عربية - الجزائر ومصر وتونس والأردن والعراق وليبيا - أن «العرب يفقدون إيمانهم بالأحزاب والقادة الدينيين». في 2018-2019, في جميع البلدان الستة، سأل أقل من 20٪ من هؤلاء عما إذا كانوا يثقون بالأحزاب الإسلامية أجابوا بالإيجاب. وقد انخفضت هذه النسبة المئوية (في جميع البلدان الستة) منذ طرح السؤال نفسه في 2012-2014. كما انخفض معدل حضور المساجد بأكثر من 10 نقاط في المتوسط، وارتفعت نسبة أولئك العرب الذين يصفون أنفسهم بأنهم «غير متدينين» من 8٪ في 2013 إلى 13٪ في 2018-2019. في سوريا، أفادت شام العلي عن «تصاعد الردة بين الشباب السوري».

### الحواشي
1. 1 2 3 4  Gómez García 2012.
2. 1 2  Bayat 1996.
3. ↑  Sinanovic، Ermin (2005). "[Book review] Post-Islamism: The Failure of Islamic Activism?". International Studies Review. ج. 7: 433–436. DOI:10.1111/j.1468-2486.2005.00508.x. JSTOR:3699758. مؤرشف من الأصل في 2021-04-07. اطلع عليه بتاريخ 2020-12-30.
4. ↑  Akyol، Mustafa (12 يونيو 2020). "How Islamists are Ruining Islam". Hudson Institute. مؤرشف من الأصل في 2021-01-26. اطلع عليه بتاريخ 2020-12-30.
5. ↑  Mojahedi 2016.
6. ↑  Badamchi 2017، صفحة 1.
7. 1 2  Badamchi 2017.
8. ↑  Ismail 2008.
9. ↑  Sinanovic، Ermin (2005). "[Book review] Post-Islamism: The Failure of Islamic Activism?". International Studies Review. ج. 7: 433–436. DOI:10.1111/j.1468-2486.2005.00508.x. JSTOR:3699758. مؤرشف من الأصل في 2021-04-07. اطلع عليه بتاريخ 2020-12-30.
10. 1 2 3 4 5 6  Akyol، Mustafa (12 يونيو 2020). "How Islamists are Ruining Islam". Hudson Institute. مؤرشف من الأصل في 2021-01-26. اطلع عليه بتاريخ 2020-12-30.
11. ↑  Fazeli 2006.
12. ↑  Shahibzadeh 2016.
13. ↑  "كمال سلمان العنزى". ويكيبيديا. 26 مارس 2024.[وصلة مكسورة]
14. ↑  العنزي، كمال سلمان (30 سبتمبر 2023). "ما بعد الإسلاموية في إيران". مجلة الدراسات الأكاديمية. ج. 5 ع. 3: 59–80. ISSN:2800-1583. مؤرشف من الأصل في 2023-12-31.
15. ↑  Stacher 2002.
16. ↑  Lauzi`ere 2005.
17. ↑  Muller 2013.
18. ↑  Bubalo, Fealy & Mason 2002.
19. ↑  Kuru & Stepan 2012.
20. ↑  Hale & Ozbudun 2009.
21. ↑  Yılmaz 2016.
22. ↑  Cavatorta & Merone 2015.
23. ↑  Nicholas Pelham, “Trapped in Iran,” The Economist 1843, Feb/March 2020,https://www.1843magazine.com/features/trapped-in-iran. نسخة محفوظة 2020-12-13 على موقع واي باك مشين.
24. ↑  El-Affendi، Abdelwahab (28 ديسمبر 2018). "Sudan protests: How did we get here?". Al Jazeera. مؤرشف من الأصل في 2020-12-01. اطلع عليه بتاريخ 2020-12-30.
25. ↑  “Arabs are Losing Faith in Religious Parties and Leaders”, The Economist, December 5, 2019 https://www.arabbarometer.org/2019/12/arabs-are-losing-faith-in-religious-parties-and-leaders/ ; quoted in Akyol، Mustafa (12 يونيو 2020). "How Islamists are Ruining Islam". Hudson Institute. مؤرشف من الأصل في 2021-01-26. اطلع عليه بتاريخ 2020-12-30..
26. ↑  Sham al-Ali, “On Rising Apostasy Among Syrian Youths,” Al-Jumhuriya, August 22, 2017, https://www.aljumhuriya.net/en/al-jumhuriya-fellowship/on-rising-apostasy. نسخة محفوظة 2021-01-22 على موقع واي باك مشين.